# 純量勢
純量勢（scalar potential）或稱純量位，在向量分析與物理學中是一個基本概念，将矢量场的无旋部分表示为标量场梯度，该标量场称为标量势。一般只要不會與向量勢發生混淆，前綴形容「純量」常省略，而簡稱「勢」或「位勢」。
給定一向量場F，其純量勢V為一純量場；對此純量場取負值梯度則得到F：
{\displaystyle \mathbf {F} =-\nabla V}
相反過來，給定一函數V，這個式子定義了一個向量場F，其純量勢為V。純量勢也常常標記為希臘字母Φ，比如在電動力學的場合。
純量勢的物理意義和場的類型有關。對一流體或氣體流的向量場，定義純量勢暗示了任一點的流向與該點純量勢的最陡降方向相同，而對於力場，在一點的加速度也是一樣的情況。力場的純量勢跟力場的勢能（或稱位能）密切相關。
不是每個向量場都有一純量勢；有純量勢的向量場稱作是保守向量場，相應於物理學中保守力的稱呼。在各種速度場中，任何的層狀場（lamellar field）皆有一純量勢，而一螺線向量場可有純量勢的情況只發生在拉普拉斯場（Laplacian field）。